# Jonny Williams
Jonathan Peter Williams (Pembury, 1993. október 9. –) angol születésű walesi válogatott labdarúgó, a Cardiff City játékosa.

## Statisztika

### A válogatottban
(2021. június 20. szerint.)
| Válogatott | Szezon   | Mérkőzés | Gól |
| ---------- | -------- | -------- | --- |
| Wales      | 2013     | 4        | 0   |
| Wales      | 2014     | 3        | 0   |
| Wales      | 2015     | 2        | 0   |
| Wales      | 2016     | 7        | 0   |
| Wales      | 2017     | 1        | 0   |
| Wales      | 2018     | 0        | 0   |
| Wales      | 2019     | 4        | 0   |
| Wales      | 2020     | 4        | 1   |
| Wales      | 2021     | 3        | 0   |
| Összesen   | Összesen | 28       | 1   |